# Turtobook 潛烏龜
Turtobook 潛烏龜是一家旅遊網絡科技公司，提供網上潛水自由行預訂。2017年由前香港無綫電視藝員梁彥宗在香港成立。

## 歷史
- 2017年11月：Turtobook 潛烏龜獲得數碼港支持，在香港成立。
- 2018年8月：Turtobook 潛烏龜網站上線。
- 2018年11月：Turtobook 潛烏龜成為香港持牌旅行代理商（香港旅行社牌照號碼：354348）。
- 2019年4月：Turtobook 潛烏龜獲得香港資訊及通訊科技獎 -「 智慧出行獎（智慧旅遊）」銅獎[3]。

## 外部連結
- 網站 https://turtobook.com （页面存档备份，存于）